# Jef Van Looy
Jef Van Looy (Geel, 23 juni 1947) is een Belgisch politicus voor CVP / CD&V.

## Levensloop
Van Looy werd beroepshalve landbouwkundig ingenieur en was daarna docent aan de tuinbouwschool in Geel.
Hij zetelde van 1987 tot 1995 voor het kiesarrondissement Turnhout in de Kamer van volksvertegenwoordigers. In de periode februari 1988-mei 1995 had hij als gevolg van het toen bestaande dubbelmandaat ook zitting in de Vlaamse Raad. Bij de eerste rechtstreekse verkiezingen voor het Vlaams Parlement van 21 mei 1995 werd hij verkozen in de kieskring Mechelen-Turnhout. Ook na de volgende Vlaamse verkiezingen van 13 juni 1999 bleef hij Vlaams volksvertegenwoordiger tot juni 2004. Sinds 27 september 2004 mag hij zich ere-Vlaams volksvertegenwoordiger noemen. Die eretitel werd hem toegekend door het Bureau (dagelijks bestuur) van het Vlaams Parlement.
Hij zetelde van 1989 tot 2007 tevens in de gemeenteraad van Hoogstraten. Van 1995 tot 2000 was hij er eerste schepen. Daarna was hij er van 2007 tot 2012 OCMW-voorzitter en van 2013 tot 2018 was hij OCMW-raadslid van de stad.